# ヴラジミール・マルチネッツ
ヴラジミール・マルチネッツ（Vladimír Martinec 1949年12月22日- ）は、チェコスロバキアのリベレツ州出身の元アイスホッケー選手、アイスホッケー指導者。ポジションはライトウィング。チェコスロバキアの最優秀ホッケー選手に与えられるゴールデン・ホッケー・スティックに4回選ばれた。
チェコスロバキア1部リーグのパルドゥビツェで1967年から1981年までのキャリアの大部分をプレーした（1978年から1979年まではイフラヴァでプレー）。この間539試合に出場し343得点をあげた。
またチェコスロバキア代表の主力としても活躍し、国際試合289試合に出場し155得点をあげている。アイスホッケー世界選手権に1970年から1981年まで代表として出場し優勝3回、オールスターに4回選ばれた。102試合で110ポイント（52得点、58アシスト）は歴代7位の記録となっている。1976年には10試合に出場し20ポイントをあげた。
またオリンピックにも札幌オリンピック、インスブルックオリンピック、レークプラシッドオリンピックと3回出場、銀メダル1個、銅メダル1個を獲得した。また1976年のカナダカップでは7試合に出場し3得点、4アシストをあげた。
西ドイツのカウフボイレンのコーチに就任、1985年には選手としても復帰、1986年から1989年まで古巣のパルドゥビツェのコーチを務めた。

## 受賞
- 世界選手権優勝3回（1972年、1976年、1979年）
- 世界選手権オールスター4回（1974年-1977年）
- 世界選手権得点王及び最優秀フォワード（1976年）
- 国際アイスホッケー連盟殿堂（2001年）
- イズベスチヤ杯得点王及び最優秀フォワード（1979年）[2]
- チェコスロバキアリーグ優勝1回（1973年）
- チェコスロバキアリーグ得点王（1979年、42得点）[3]
- ゴールデン・ホッケー・スティック4回（1973年、1975年、1976年、1979年）